# Famille Rausch von Traubenberg
La famille Rausch von Traubenberg (Рауш фон Траубенберг en russe) est une famille noble germano-balte originaire de Styrie. Elle s'installe au début du XVIIe siècle au Danemark puis 100 ans plus tard en Estonie, alors partie de l'empire russe.

## Histoire
Luc Rausch reçoit de l'empereur Frédéric III en 1462 le titre de baron. Plus tard, la famille est autorisée par l'empereur Charles Quint à ajouter à son nom celui de von Traubenberg.

## Personnalités
- baron Michael Johann von Traubenberg (1719-1772) Major-général russe, commandant de la ligne d'Orenbourg, assassiné lors de la "révolte cosaque de 1772".
- baron Johann Heinrich von Traubenberg (1753-1795), colonel (oberst) russe, fils du précédent. Époux de Natalie D. Belawary de Sikawa (1753-1783), fille du docteur Johannes Burchart VII, pharmacien de la ville de Tallinn. Leur fils est :
- baron Alexander Gustav von Traubenberg (1770-1842), officier de marine et magistrat, époux de Vera Adamovna von Rothkirch (1786-1812), petite-fille de Abraham Hanibal, prince africain, général russe et arrière-grand-père du poète Pouchkine.
- baron Eugene A. E. Rausch von Traubenberg (1855-1923), général d'armée de cavalerie (1910), commandant adjoint du district militaire de Varsovie (1913), puis commandant de celui de Minsk. Il est mis en disponibilité en 1917 et est exilé dans le district militaire de Kiev. Époux de Nina D. Nabokov (1860—1944), fille du ministre de la Justice Dimitri Nikolaïevitch Nabokov.
- baron Konstantin Rausch von Traubenberg (1871, Saint-Pétersbourg - 1935, Paris), artiste, sculpteur.
- baron Heinrich Rausch von Traubenberg (1880-1944), physicien, professeur, notamment à l'Université de Prague.
- Nina Rausch de Traubenberg (°1920-2013), psychologue clinicienne et professeur à l'Université Paris Descartes, Présidente d’honneur de la Société du Rorschach.
- Michel Rausch de Traubenberg (1963- ) physicien, professeur à l'Université de Strasbourg et chercheur en physique théorique à l'Institut pluridisciplinaire Hubert Curien[1].